# Бодва (река)
Бодва (мађ. Bódva, слч. Bodva), је река Словачке и Мађарске. Извире испод врха Осадњик југозападно од села Штос, а улива се у реку Шајо.

## Одлике
Укупна дужина реке је 110 km, од тога 45 km је у Словачкој. Лева је прикота реке Шајо у коју се улива код насеља Болдва северно од града Мишколца у Мађарској. Река прелази међународну границу поред словачког насеља Турња на Бодви. Река има притоке од којих су две Турња и Ида. Градови кроз које пролази река су Медзев и Молдава на Бодви у Словачкој, а у Мађарској Сендре и Еделењ.